# Recover EP
Recover es el EP debut de la banda escocesa de synthpop Chvrches. Fue publicado el 25 de marzo de 2013 en el Reino Unido mediante Goodbye y Virgin Records, y consta de cinco canciones, dos de ellas remixes de «Recover», canción principal del álbum que a su vez figura en The Bones of What You Believe, el primer álbum de estudio del trío escocés.

## Lista de canciones
| Recover EP |                                |          |  |
| N.º        | Título                         | Duración |  |
| 1.         | «Recover»                      | 3:45     |  |
| 2.         | «ZVVL»                         | 3:11     |  |
| 3.         | «Now Is Not the Time»          | 3:44     |  |
| 4.         | «Recover» (CID RIM Remix)      | 5:47     |  |
| 5.         | «Recover» (Curxes' 1996 Remix) | 4:58     |  |
| 21:25      |                                |          |  |